# MCB Tour Championship 2011
Het MCB Tour Championship van 2011 is het laatste toernooi van het 20ste seizoen van de Europese Senior Tour. 
In 2011 kreeg het toernooi een nieuwe naam. Het Mauritius Open, dat zijn formule in 2009 veranderde en sindsdien het MCB Open heette, is nu het Tour Championship. In december 2011 wordt het toernooi gespeeld, dat net als het toernooi van december 2010 op de agenda van 2011 staat. Dit is gedaan om in het vervolg dit toernooi aan het einde van het jaar te spelen.  
Er doen in 2011 maar 54 spelers mee, 51 volgens de rangorde, Tom Lehman omdat hij dit jaar The Tradition won, Mike Cunning, de vorige winnaar van het Seniors Tour Championship (toen de OKI Castellón Senior Tour Championship) en een genodigde.

## Verslag
Peter Fowler staat met € 287,513 aan de leiding van de Senior Tour Order of Merit, maar hij heeft Barry Lane met € 261,944 vlak achter zich. Deze week zal dus beslissen of Fowler aan de leiding blijft en als derde Australiër ooit de John Jacobs Trofee wint. Nummer drie is Andrew Oldcorn, hij staat iets lager dan € 180.000. 
Chris Williams is de enige die in 2011 alle 21 toernooien heeft gespeeld.

### Ronde 1
Peter Fowler en Barry Lane hebben beiden boven par gespeeld. Tom Lehman heeft aan veler verwachting voldaan en de leiding genomen met een ronde van 65 (-7). Barry Lane heeft nu een achterstand op hem van tien slagen.

### Ronde 2
Tom Lehman bleef aan de leiding. Barry Lane en Peter Fowler maakten beiden een ronde van 68, dit betekent dat ze nu op de 6de en 9de plaats staan.

### Ronde 3
Lehman speelde heel stabiel terwijl de kaart van Frost veel birdies en bogey's vertoonde. Toen Frost op hole 17 weer een birdie maakte, stond hij nog maar 1 slag achter Lehman. Alles zou afhangen van de laatste hole, een par 5. Frost maakte een par net als Lehman, die de Tour Championship won.
Peter Fowler eindigde boven Barry Lane en won de Order of Merit van de Senior Tour.
- Leaderboard

| Naam           | Score R1 | Score R1 | Nr  | Score R2 | Score R2 | Totaal | Nr | Score R3 | Score R3 | Totaal | Nr  |
| -------------- | -------- | -------- | --- | -------- | -------- | ------ | -- | -------- | -------- | ------ | --- |
| Tom Lehman     | 65       | -7       | 1   | 68       | -4       | -11    | 1  | 71       | -1       | -12    | 1   |
| David Frost    | 68       | -4       | 2   | 67       | -5       | -9     | 2  | 70       | -2       | -11    | 2   |
| Peter Fowler   | 73       | +1       | T24 | 68       | -4       | -3     | T6 | 73       | +1       | -2     | 7   |
| Barry Lane     | 75       | +3       | T40 | 68       | -4       | -1     | T9 | 73       | +1       | par    | T9  |
| Peter Dahlberg | 69       | -3       | 3   | 72       | par      | -3     | T6 | 78       | +6       | +3     | T24 |

| Leider |  | Toernooirecord |

## De spelers
| - Graham Banister - Mark Belsham - Stephen Bennett - Gordon J. Brand - Jerry Bruner - Giuseppe Cali - Delroy Cambridge - Bob Cameron - Roger Chapman - Steve Cipa - Peter Dahlberg - Ross Drummond - Marc Farry - Anders Forsbrand - Peter Fowler | - Angel Franco - David Frost (2010) - John Gould - John Harrison - Mike Harwood - Domingo Hospital - Nick Job - Doug Johnson - Tony Johnstone - Barry Lane - Bobby Lincoln - Bill Longmuir - Gordon Manson - Carl Mason - David Merriman | - Manuel Moreno - Mark Mouland - Denis O'Sullivan - Andrew Oldcorn - Juan Quiros - Glenn Ralph - José Rivero - Costantino Rocca - David J Russell - George Ryall - Jean Pierre Sallat - Andrew Sherborne - Bertus Smit - Adan Sowa - Kevin Spurgeon | - Jeb Stuart - Tim Thelen - Sam Torrance - Steve van Vuuren - Chris Williams - Gary Wolstenholme Winnaar US Major - Tom Lehman Invitatie - Ian Espitalier Noel Titelverdediger - Mike Cunning (Tour Champion 2010) |